# Veturius ultimus
Veturius ultimus es una especie de coleóptero de la familia Passalidae.

## Distribución geográfica
Habita en Costa Rica.